# گوشه‌گیر کلاه‌دودی
گوشه‌گیر کلاه‌دودی (نام علمی: Phaethornis augusti) نام یک گونه از سرده گوشه‌گیرمرغ‌ها است.